# Рыкунов, Лев Николаевич
Лев Никола́евич Рыкуно́в (12 апреля 1928, Яхрома — 16 июля 1999, Москва) — российский геофизик и сейсмолог, доктор физико-математических наук, профессор, член-корреспондент АН СССР (1984), академик РАЕН. Специалист по анализу местных землетрясений, моделированию сейсмических явлений, ядру Земли и изучению поверхностных волн.

## Биография

### Образование
В 1946—1951 годах учился на Физическом факультете МГУ.
В 1951—1957 годах обучался в аспирантуре, при этом в 1951—1953 годах служил в советской армии.

### Научная и педагогическая работа
В 1958 году защитил кандидатскую диссертацию на тему «Дифрагированные на земном ядре Р-волны и жесткость ядра Земли».
Работал на кафедре физики земли физического факультета МГУ научным сотрудником, доцентом, профессором (1970) и заведующим кафедрой физики моря и вод суши. Читал курсы:
- Сейсмология
- Структура и динамика дна океана
- Механика сплошных сред

В 1966 году защитил докторскую диссертацию.
В 1983 году открыл сейсмическую эмиссию на неоднородностях в земной коре, что было важно в сейсморайонировании.
В 1984 году избран членом-корреспондентом Академии наук СССР.
Являлся председателем докторского Совета по геофизике МГУ, главным редактором журнала РАН «Вулканология и сейсмология», членом редколлегии крупных научных журналов, членом экспертного совета ВАК, координатором Совета по наукам о Земле РФФИ.
Скончался 16 июля 1999 года в Москве. Похоронен на Хованском кладбище.

## Семья
- Отец — Рыкунов Николай Васильевич, мать — Любовь Алексеевна.
- Жена — Клавдия Михайловна, дети: дочь — Елена, сын — Аркадий.

## Членство в организациях
- 1963 — КПСС